# 行人子員
行人子员，春秋時期晋国的行人（外交官）。
前569年（周灵王三年、鲁襄公四年、晋悼公四年），叔孙豹去晋国，回报知武子的聘问。晋悼公设享礼招待他。乐器演奏《肆夏》的三章，叔孙豹没有答拜。乐工歌唱《文王》三曲，又没有答拜。歌唱《鹿鸣》《四牡》《皇皇者华》三曲，他才三次答拜。韩献子派行人子员去问他，说：“你奉鲁君的命令光临敝邑，敝邑按先君之礼并用音乐来招待大夫。大夫舍弃重大的而三拜细小的，请问这是什么礼仪？”叔孙豹回答：“《三夏》，是天子用来招待诸侯领袖的，使臣不敢听。《文王》，是两国国君相见的音乐，使臣不敢参预。《鹿鸣》，是贵国国君用来嘉奖寡君的，岂敢不拜谢这种嘉奖？《四牡》，是贵国国君用来慰劳使臣的，岂敢不再拜？《皇皇者华》，贵国国君借以教导使臣：‘一定要向忠信的人咨询。’臣听说：‘向善人访求询问就是咨，咨询亲戚就是询，咨询礼仪就是度，咨询事情就是诹，咨询困难就是谋。’臣得到这五种善道，岂敢不再三拜谢？”前565年（周灵王七年、鲁襄公八年、晋悼公八年、郑简公元年），郑国和楚国讲和结盟，派王子伯骈向晋国通告。知武子派行人子员回答说：“贵国国君受到楚国讨伐，也不派一个使者来告诉我国，反而立刻屈服于楚国。贵国国君的意愿，谁敢反对？寡君准备率领诸侯和贵国在城下相见。请贵国国君思虑。”前547年（周灵王二十五年、鲁襄公二十六年、晋平公十一年、秦景公三十年）春，秦景公的弟弟后子鍼去到晋国重温盟约，叔向命令让行人子员接待。行人子朱说：“是我值班的。”说了三次，叔向不理。子朱生气，说：“我和子员职位级别相同，为什么在朝廷上不用我？”拿着剑跟上去，以武力威胁叔向。叔向说：“秦国和晋国不睦已久。今日的事情，如果幸而成功，晋国赖以安定。如果不成功，就要战争。子员沟通两国的话没有私心，你却常常不是如此。用邪恶来事奉国君的人，我是能够抗御的。”提起衣服跟上去，准备和他决斗，被别人止住了。《汉书·古今人表》将他定位五等中中。